# Xã Rockcreek, Quận Wells, Indiana
Xã Rockcreek (tiếng Anh: Rockcreek Township) là một xã thuộc quận Wells, tiểu bang Indiana, Hoa Kỳ. Năm 2010, dân số của xã này là 1.579 người.